# Distretto rurale di Goring

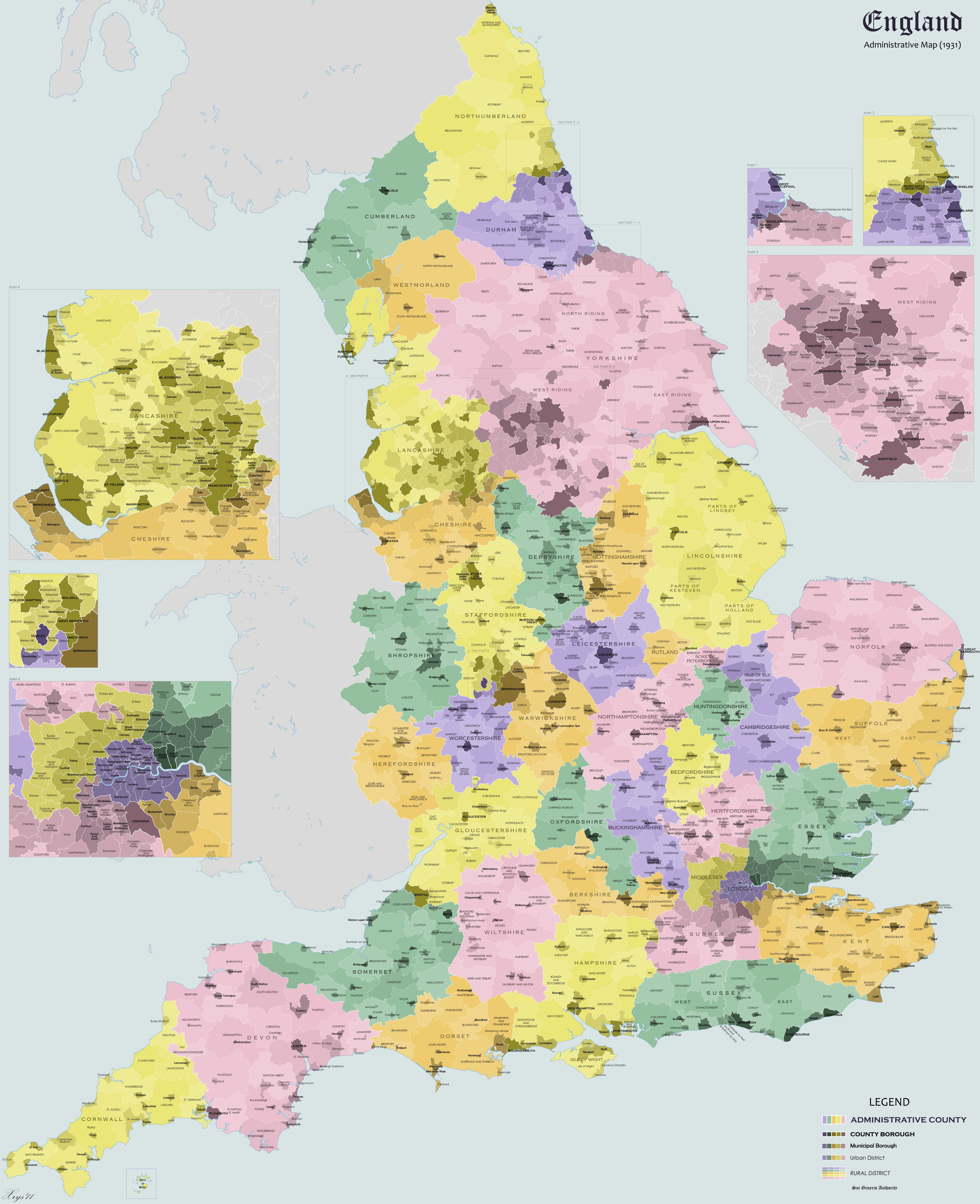
Mappa amministrativa dell'Inghilterra del 1931

Il distretto rurale di Goring era un distretto rurale nell'Oxfordshire, in Inghilterra, dal 1894 al 1932.
Era formato da una parte del distretto sanitario rurale di Bradfield che si trovava nell'Oxfordshire, con la parte del Berkshire che si dirigeva verso il distretto rurale di Bradfield. Consisteva delle tre parrocchie di Goring, Mapledurham e Whitchurch.
Il distretto fu abolito nel 1932 con il Local Government Act 1929, le parrocchie diventarono parte del distretto rurale di Henley.